# Боскореале
Боскореа̀ле (на италиански: Boscoreale; на неаполитански: Vuoscorial', Вуоскориалъ) е град и община в Южна Италия, провинция Неапол, регион Кампания. Разположен е на 75 m надморска височина. Населението на общината е 26 984 души (към 2010 г.).